# Eloísa Cartonera
Eloísa Cartonera ist ein während am Ende der Argentinien-Krise 2003 gegründeter argentinischer Verlag in Buenos Aires, der u. a. von den argentinischen Dichtern Fabián Casas und Washington Cucurto geführt wird und seinen Namen den „Cartoneros“ widmet, auf der Straße lebenden Obdachlosen, sowie einer unbekannten „schönen Frau bolivianischer Abstammung“ namens Eloísa im Sommer des Gründungsjahres.
Er veröffentlicht vor allem zeitgenössische und avantgardistische lateinamerikanische Literatur, aber auch Bücher in deutscher und englischer Sprache, zumeist in kleineren Auflagen. Ehrenamtliche Mitarbeiter sind ehemalige Cartoneros und Arbeitslose. Die Seiten der Texte werden in einen Einband aus Karton gearbeitet, der von den Arbeitern frei und farbig gestaltet wird. Auf diese Weise wird jedes Buch zu einem Unikat. Die Textseiten werden meist fotokopiert, einige Publikationen aber auch auf einer kleinen Druckerpresse hergestellt.
Ziel des sozialen Projektes ist Hilfe für die „Cartoneros“, denen man die Kartons abkauft. Neben Werken von Fabián Casas, der 2007 den Anna-Seghers-Preis erhielt, und Cucurto erschienen u. a. Werke von César Aira, Reinaldo Arenas, Ricardo Piglia, Dani Umpi, von Malaka Dewapriya aus Sri Lanka und deutschen Autoren wie Timo Berger, Nikola Richter, Tom Schulz und Nora Bossong. 2012 wurde der Verlag mit dem niederländischen Prinz-Claus-Preis ausgezeichnet.

## Einzelnachweis
1. ↑  
Historia. Selbstdarstellung. eloisacartonera.com.ar, abgerufen am 10. November 2021: „…Era verano, Cucurto y Javier Barilaro hacían unos libritos de colores y poesía: Ediciones Eloísa; por aquella bella dama descendientes de bolivianos que conquistó el corazón de Javier Barilaro y luego se fue. ¡Gracias Eloísa! porque con tu belleza cautivaste al compañero que después diseñó tantos libros como verdes hojas en primavera (spanisch – deutsch: ‚…Es war Sommer, Cucurto und Javier Barilaro machten kleine Bücher mit Farben und Poesie: Ediciones Eloísa; für die schöne Frau bolivianischer Abstammung, die Javier Barilaros Herz eroberte und dann verließ. Danke, Eloísa! denn mit deiner Schönheit hast du den Genossen verzaubert, der später so viele Bücher entwarf wie grüne Blätter im Frühling‘)“